# Leucoloma pobeguinii
Leucoloma pobeguinii är en bladmossart som beskrevs av Jean Édouard Gabriel Narcisse Paris och Brotherus 1906. Leucoloma pobeguinii ingår i släktet Leucoloma och familjen Dicranaceae. Inga underarter finns listade i Catalogue of Life.